# Vahan (Feldherr)
Vahan (auch Baanes; † vermutlich Ende August 636 bei Damaskus) war ein oströmischer General armenischer Herkunft, der maßgeblich an der Schlacht am Jarmuk beteiligt war.

## Leben
Vahan diente unter Kaiser Herakleios zunächst als Stratelates im Krieg gegen die Perser. Im Jahr 627 besiegte er eine große sassanidische Armee.
Im Spätsommer 635 hatten die in die Levante eindringenden islamischen Araber unter Chālid ibn al-Walīd die syrische Stadt Damaskus erobert und von dort aus Emesa und Apameia angegriffen. Im Mai 636 entsandte Kaiser Herakleios den magister militum per Orientem Vahan, zuvor Gouverneur von Emesa, zusammen mit Niketas, dem Sohn des persischen Generals und kurzzeitigen Großkönigs Schahrbaraz, nach Damaskus, um das weitere Vordringen der Muslime zu stoppen. Diese traten einen von mehreren kleinen Gefechten begleiteten taktischen Rückzug in Richtung Süden auf das Ostufer des Jordans an. Im August 636 kam es zur folgenschweren Schlacht am Jarmuk.
Vahan hatte vor der Schlacht vom sakellarios Theodoros Trithyrios den Oberbefehl als strategos über die kaiserliche Armee übertragen bekommen. Die oströmische Streitmacht setzte sich aus fünf Truppenkontingenten unterschiedlicher ethnischer und konfessioneller Herkunft (u. a. Griechen, Slawen, Armenier, Ghassaniden) zusammen, wobei Vahan seine armenischen Landsleute unter direktem Kommando hatte. Entgegen Herakleios’ Anweisung, zuerst alle diplomatischen Kanäle auszuschöpfen, suchte er die offene Konfrontation mit den Muslimen. Die Rivalität zwischen Vahan, den seine Truppen angeblich noch vor der Schlacht zum Kaiser ausriefen, und den anderen Generälen Theodoros, Niketas, Bukinator und Jabalah resultierte in schweren strategischen und taktischen Fehlern, die die zahlenmäßige Überlegenheit der Römer zunichtemachten und mitentscheidend für die katastrophale Niederlage waren.
Was aus Vahan nach der Schlacht wurde, ist ungewiss. Theophanes, Michael dem Syrer und der Chronik von 1234 zufolge soll er gefallen, nach arabischen Quellen zwar noch vom Schlachtfeld geflohen, vor Damaskus aber von nachsetzenden Muslimen gestellt und getötet worden sein; nach Eutychios von Alexandria soll er sich in ein Kloster am Sinai zurückgezogen haben. (Pseudo-)Sebeos erwähnt einen Vahan Korkhoruni, der 637 an der Verschwörung des Johannes Athalarich gegen Herakleios beteiligt war.